# Menšikov stolp
Menšikov stolp (rusko: Меншикова башня), znan tudi kot cerkev nadangela Gabrijela, je baročna ruska pravoslavna cerkev v okrožju Basmani v Moskvi, znotraj Boulevarskega obroča. Cerkev je bila prvotno zgrajena leta 1707 po naročilu Aleksandra Menšikova, delo Ivana Zarudnija, ki mu je pomagal Domenico Trezzini, ekipa italijansko-švicarskih obrtnikov iz kantonov Ticino in Fribourg ter ruski kamnoseki iz Kostrome in Jaroslavlja. Menšikov stolp je bil najzgodnejša stavba petrovksega baroka v Moskvi zgrajen v 1770-ih. Cerkev je tradicionalno delovala samo poleti; pozimi se je kongregacija zbrala v bližnji cerkvi Teodorja Stratelata, zgrajena v letih 1782–1806. Cerkev svetega Teodora zagotavlja tudi zvonove za obredno zvonjenje: kljub svoji višini Menšikov stolp nima zvonov.

## Zgodovina
Prva cerkev z imenom nadangela Gabrijela na tem mestu je bila prvič omenjena v popisih iz leta 1551. Do leta 1657 so jo obnovili v kamnu, povečali pa so jo leta 1679. Dvajset let pozneje je vplivni državnik Aleksander Menšikov združil parcele ozemlja južno od današnjih Čistih ribnikov (rusko Чистые пруды, Čistje Prudi). Cerkev nadangela Gabrijela je postal hišna cerkev njegovega posestva, ki je stalo en blok zahodno, na mestu današnje Glavne pošte.
Leta 1701 je Menšikov popravil staro cerkev, leta 1704 pa ukazal, da se poruši. Menšikov je Ivanu Zarudniju dodelil celostno vodenje gradnje. Domenico Trezzini, podrejen Zarudniju, je bil zadolžen za evropske obrtnike (družine Fontana, Rusco, Ferrara in druge družine iz Ticina), vendar so ga po pol leta napotili v Sankt Peterburg. Nova cerkev je bila do leta 1707 strukturno dokončana; njena višina 81 metrov je bila enaka višini zvonika Ivana Velikega. Stavba je imela sprva pet strukturnih kamnitih nivojev (ladja, kvadratni spodnji stolp in tri osmerokotne ravni; zgornja dva osmerokotnika sta bila zgrajena iz lesa). Do leta 1708 je stolp pridobil 50 zvonov in angleško stolpno uro. Okronali so ga s 30-m konico s pozlačeno vremensko lopatico v obliki angela. Menšikov stolp je bila prva stavba v Moskvi, ki jo je bogato krasila figurativna skulptura, vendar se je večina izgubila v 18. stoletju.
Leta 1710 je bil Menšikov imenovan za guvernerja Sankt Peterburga, opustil je svoje moskovske projekte in vzel s seboj večino obrtnikov. Delo na notranjosti stolpa se je upočasnilo; Menšikov zasebni prostor v cerkvi je bil obnovljen v navadnem stranskem oltarju.
Leta 1723 je v stolp udarila strela; požar je popolnoma uničil zgornjo leseno konstrukcijo z uro vred. Zvonovi so padli dol, podrli so lesene strope in uničili notranjost ladje (še vedno nedokončane). Stranski oltarji so preživeli in nadaljevali z delovanjem, medtem ko je bil glavni stolp obglavljen do leta 1773. V letih 1773–1779 je bil stolp obnovljen in dobil sedanjo obliko: namesto da bi poustvarili uničen zgornji osmerokotnik, so ga novi arhitekti zamenjali s kompaktno, a zapleteno baročno kupolo. Vaze na vogalih prvega osmerokotnika, nameščene v 1770-ih, so nadomestili kipi, izgubljeni leta 1723 (vaze so kasneje redno menjavali in so zdaj iz betona). Okenske oboke osmerokotnikov so napolnili z opeko, zaradi česar namestitev zvonov ni mogoča. Sicer pa so bili kiparski zaključki tega obdobja blizu izgubljenim izvirnikom (današnji kiparski okras je spet večinoma konkretna replika).
Menšikov stolp ni imel zanesljivih ogrevalnih naprav, zato je bil pozimi zaprt. Namesto tega je kongregacija postavila manjšo neoklasicistično cerkev svetega Teodora Stratelata (dokončana 1806), ki je služila tudi kot zvonik.
V letih 1821–1850 je bil stolp hišna cerkev Glavne pošte. Poštni mojstri so se zabavali z načrti ponovnega odpiranja oken zgornje ravni in namestitve zvonov, vendar tega niso uresničili. Zunanjost je bila popravljena, edini pomemben dodatek je bila konica v obliki ananasa, ki še vedno obstaja.
Leta 1922 je bila cerkev oropana in je izgubila ikonostas; obstoječi ikonostas izvira iz cerkve na Preobraženskem, ki je bila porušena v 1960-ih.